# Rat in Mi Kitchen
Rat in Mi Kitchen is een nummer van de Britse reggaeband UB40 Het is de derde single van hun zevende studioalbum Rat in the Kitchen uit 1986. In december dat jaar werd het nummer eerst in het Verenigd Koninkrijk en Ierland op single uitgebracht en in januari 1987 op het Europese vasteland, in Australië en Nieuw-Zeeland.

## Achtergrond
Herb Alpert is op de plaat  te horen op de trompet. De plaat is geschreven door Astro. Destijds was frontman Ali Campbell verhuisd naar Balsall Heath in Birmingham en had hij last van knaagdieren. Op een vraag van Astro of hij ideeën had voor nieuwe nummers, antwoordde hij: "Jonge, ik geef niets om het album, ik heb een rat in de keuken!" Astro, die de leadzang op het nummer verzorgt, schreef het nummer als reactie.
"Rat in Mi Kitchen" leverde UB40 op de Britse eilanden, in Oceanië en in het Nederlandse taalgebied een hit op. In thuisland het Verenigd Koninkrijk bereikte de plaat de 12e positie in de UK Singles Chart. In Ierland werd de 7e positie behaald, Australië de 84e en Nieuw-Zeeland de 45e positie. 
In Nederland was de plaat op zaterdag 10 januari 1987 Favorietschijf bij de NCRV op Radio 3 en werd een gigantische hit in de destijds twee landelijke hitlijsten op de nationale publieke popzender. De plaat bereikte de 7e positie in ziwel de Nationale Hitparade Top 100 als de Nederlandse Top 40. In de Europese hitlijst op Radio 3, de TROS Europarade, werd de 22e pootie bereikt.
In België bereikte de plaat de 4e positie in de vootloper van de Vlaamse Ultratop 50 en de 7e positie in de Vlaamse Radio 2 Top 30. In Wallonië werd géén notering behaald.